# Антоніо Балдіссера
Антоніо Балдіссера (італ. Antonio Baldissera; 27 травня 1838 — 8 січня 1917) — італійський генерал.

## Біографія
Антоніо Балдіссера народився 27 травня 1838 року в місті Падуя. Після закінчення військової академії у Вінер-Нойштадті в 1857 році проведений в офіцери в австрійську армію.
У 1866 році перейшов на італійську службу. Відзначившись у битві під Кеніггрецем, в 1866 році вступив на службу в корпус італійських берсальєрів, де швидко досяг чину полковника.
В африканській експедиції 1887-88 років відзначився та був призначений наступником начальника експедиційного корпусу генерала С. Марцано. Балдіссера значно розширив межі італійської колонії.
У 1889 році призначений начальником дивізії. 1896 року Балдіссера знову відправлений до Африки, щоб врятувати Еритрейську колонію після розгрому під Адуа. Балдіссера реорганізував деморалізовані війська, звільнив Адігратський форт і домігся видачі частини італійців, які потрапили в полон під Адуа.
Після повернення з Еритреї призначений командиром VIII корпусу. Із 1900 року — сенатор.
Антоніо Балдіссера помер 8 січня 1917 року у Флоренції.